# Wolfgang Linsenmaier
Wolfgang Linsenmaier (* 15. Juni 1949 in Eibelshausen) ist ein deutscher Jurist, Vorsitzender Richter am Bundesarbeitsgericht (BAG) in Erfurt a. D. und Honorarprofessor an der Hochschule Merseburg.

## Leben
Linsenmaier schloss die juristische Ausbildung 1976 mit dem Zweiten Staatsexamen ab und begann sodann seine Richterlaufbahn zunächst in der ordentlichen Gerichtsbarkeit, wo er in seiner Probezeit am Landgericht Karlsruhe und in der Staatsanwaltschaft Karlsruhe eingesetzt wurde. Im November 1977 trat er in die Arbeitsgerichtsbarkeit ein. Er war zunächst Richter am Arbeitsgericht Stuttgart und dann ab August 1987 Vorsitzender Richter am Landesarbeitsgericht Baden-Württemberg. 1999 wurde er Richter am Bundesarbeitsgericht. Dort gehörte er zunächst dem 7. Senat an, wechselte aber 2002 in den 1. Senat. Vom 1. Oktober 2009 gehörte er wieder dem 7. Senat an und war bis zum 30. September 2014 der Vorsitzende des 7. Senats. Der 7. Senat des Bundesarbeitsgerichts befasst sich mit formellem Betriebsverfassungs- und Personalvertretungsrecht sowie für die Beendigung von befristeten Arbeitsverhältnissen wegen des Eintritts der Befristung. Seit 2014 ist Wolfgang Linsenmaier zudem Honorarprofessor an der Hochschule Merseburg.
Als Autor des Fitting kommentiert er das Betriebsverfassungsgesetz. Zudem kommentiert Linsenmaier im Erfurter Kommentar den Art. 9 GG.
In seiner Freizeit ist Wolfgang Linsenmaier als Musiker tätig und beschäftigt sich zudem mit dem Weinanbau.

## Veröffentlichungen
- Friede den Hütten! Reinhard Finke, Fritz Kappner, Solingen, DNB 992784808.
- Wolfgang Linsenmaier (Text und Musik): Unausgewogene Lieder nach Dienstschluss. Bauer-Studios, Ludwigsburg 1994, DNB 355324652.
- Das Bundesarbeitsgericht. Präsident des Bundesarbeitsgerichts, Erfurt 2002, DNB 965514439.
- Karl Fitting (Begründer); Mitwirkende: Gerd Engels, Ingrid Schmidt, Yvonne Trebinger, Wolfgang Linsenmaier,  Fritz Auffarth, Heinrich Kaiser, Friedrich Heither, Hanna Schelz: Betriebsverfassungsgesetz. Handkommentar. 30. Auflage. Vahlen, München 2020, ISBN 978-3-8006-6000-1.
- Thomas Dieterich, Peter Hanau, Günter Schaub (Begründer); Autoren des Kommentars: Martin Franzen, Rudi Müller-Glöge, Ulrich Preis, Ingrid Schmidt, Wolfgang Linsenmaier und andere: Erfurter Kommentar zum Arbeitsrecht. Hrsg.: Rudi Müller-Glöge, Ulrich Preis, Ingrid Schmidt. 21. Auflage. C. H. Beck, München 2021, ISBN 978-3-406-75700-6.